# 吕正操
吕正操（1904年1月4日—2009年10月13日），字必之，辽宁海城人，中国共产黨、中华人民共和国政治人物，原副国级领导人，中国人民解放军开国上将。
1937年5月，吕正操加入中国共产党；後來，他接連成為該黨第七届中央候补委员、第八及十一届中央委员、第十一届中央军委委员、第十二届中顾委委员；他曾任職於第六届全国政协副主席、铁道部部长、中国人民解放军铁道兵第一政治委员、党委第一书记，中国网球协会主席等職務。
2009年10月13日14时45分，吕正操在北京逝世，享年106岁（虚岁）。他是最后一位去世的中华人民共和国的开国上将，也是最后一位去世的中共第七届中央候补委员，以及最后一位去世的中共第八届中央委员。官方讣告称其为“中国共产党的优秀党员，久经考验的忠诚的共产主义战士，无产阶级革命家、军事家，我国铁路交通战线杰出的领导者”。

## 生平

### 早年
吕正操出生在辽宁省海城市唐王山后村，南满铁路在村旁经过，以至于村民在下地劳动时都要经过这条当时由日本人占领的铁路。吕的家人就曾因过铁路，而被日本警察砍伤。因家境贫寒，上了四年小学后，吕正操被迫回家务农。18岁时，他报名加入了东北军，被分配到卫队旅一团三营九连，开始了“戎马生涯”。由于有一定的文化基础，在部队招考文书时，吕正操被选中，调旅部副官处当文书；很快受到了张学良的赏识，被推荐报考东北陆军讲武堂，并考取了第五期。1925年毕业后，他当上了张学良的少校副官，参与了“第二次直奉战争”。此后，他历任张学良秘书、参谋处长、团长、同泽俱乐部干事。
1936年10月，张学良调吕正操到他在西安的公馆临时服务，任内勤副官。“西安事变”发生后，周恩来率中共代表团斡旋，就住在负责接待和警卫工作的吕正操的楼上。在此期间，他和中共代表罗瑞卿、许建国等人常有接触。事变和平解决后，张学良在陪同蒋介石回到南京后，即被扣押；东北军群龙无首，名存实亡。1937年6月，蒋介石强令东北军改编，吕正操被任命为国民革命军第53军691团团长。

### 转投中共

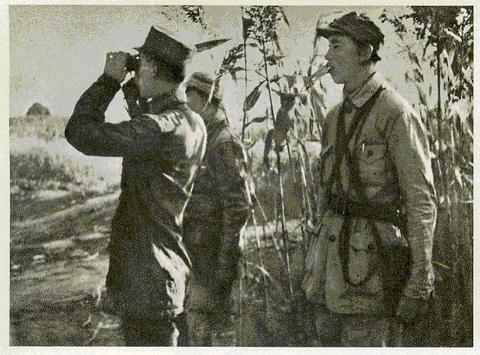
1941年吕正操司令员在冀中前线指挥战斗

此前 ，已和中共有所接触的吕正操，在1937年5月，被中共北方局秘密接收为党员。“七七事变”爆发后不久，吕正操率所辖691团趁53军南撤之际，于1937年10月14日正式脱离了国民革命军，转投中共；旋即被任命为八路军第三纵队司令员、兼冀中军区司令员，着手创建“冀中平原抗日根据地”。张学良得知后，曾对表示：“必之（吕正操字）这条路走对了”。
根據中共官方史料，在冀中抗日时期，吕正操率部队、民众积极展开敌后战争，成为冀中老百姓心目中的传奇式的抗日英雄。毛泽东曾评价“坚持平原游击战争的模范，坚持人民武装斗争的模范。《地道战》、《平原游击队》以及《平原作战》等的文艺作品都是以这个时期的真实斗争作背景的。传奇小说《烈火金刚》刻划了吕正操及其部属与日军周旋战斗的业绩。故晚年访问美国会见张学良被对方称为“地老鼠”。1940年，吕正操与程子华指挥冀中部队16个团参战。1942年5月，日军对冀中发动“五一大扫荡”，冀中军区机关转移至北岳区。1943年9月，吕正操晋升中共晋绥军区司令员，中共中央晋绥分局委员、常委。1945年，在中共七大上，当选为候补中央委员。

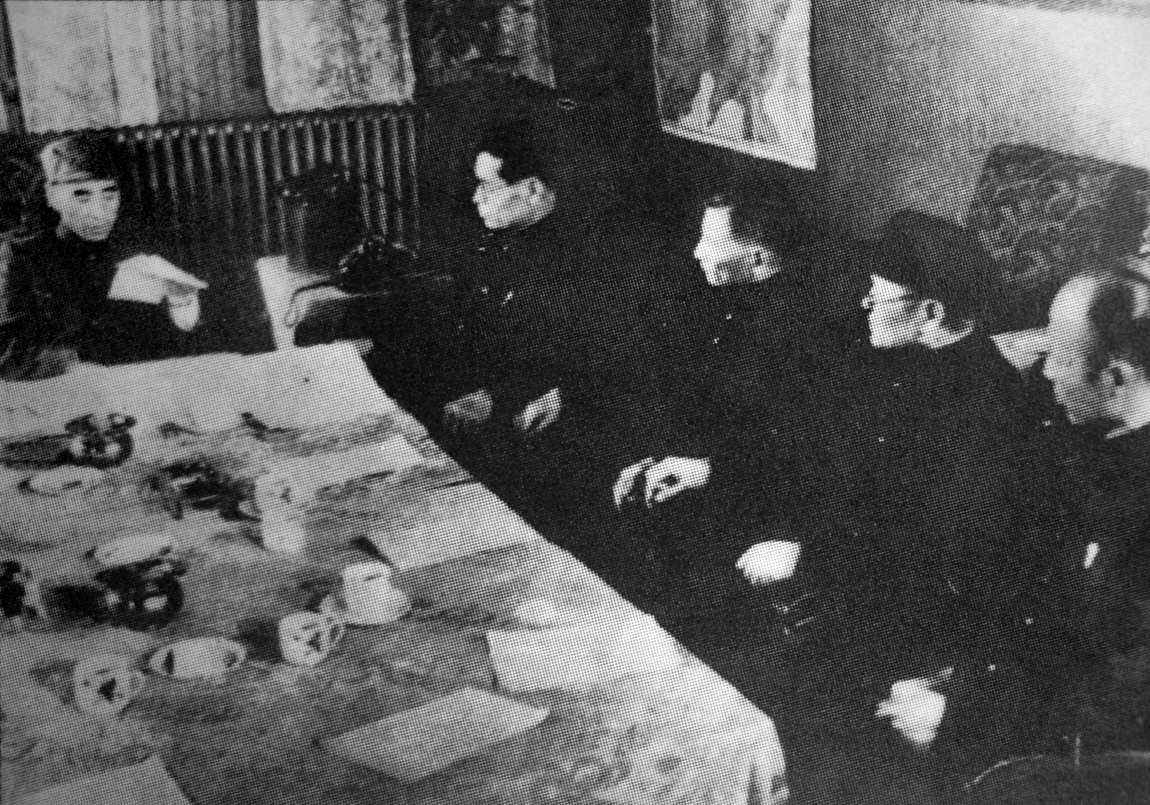
1946年，中共中央东北局扩大会议。左起：林彪、高岗、陈云、张闻天、吕正操

抗日战争胜利后，吕正操返回东北。同年10月，出任东北民主联军副总司令员、东北军政学校校长，此后又兼任西满军区司令员。1946年1月，吕正操与东蒙自治政府内防部长阿思根就哲里木盟地区军事、政治斗争进行合作问题达成协议，即“吕阿协定”。1946年2月，中共中央东北局在梅河口召开会议，吕正操代表中共中央西满分局参会并做工作报告；黄克诚接任西满军区司令员，吕正操调东北民主联军总部搞后勤运输。后兼任东北铁路总局局长。1948年，吕正操任东北军区兼东北野战军副司令员，东北军区副司令员等职。曾任东北人民政府铁道部部长，东北铁路管理总局局长。1949年2月，任军委铁道部副部长，5月，任军委铁道兵团副司令员。

### 中华人民共和国成立后
中华人民共和国成立后，1955年，吕正操被授予中国人民解放军上将军衔，获颁“一级独立自由勋章”、“一级解放勋章”，是57位“开国上将”之一；1956年，在中共八大上，他当选为中央委员。1949年10月任铁道部副部长职务，1950年10月，任军委运输司令部司令员，1953年任总参谋部军事交通部部长；1958年10月起代理铁道部部长。此后，还曾兼任“西南铁路建设总指挥部”副总指挥、工地指挥部司令员兼政治委员，1964年11月，任铁道兵第一政治委员、党委第一书记等职。1965年1月被正式任命为铁道部部长，并继续兼任铁道兵第一政治委员、党委第一书记，中共中央西南局“三线建设”委员会委员。
“文革”开始后不久，吕正操受到迫害，一度被关押。1974年7月出狱；1975年复出工作，当选第四届全国人大常委会委员；同年8月起，任铁道兵政治委员、党委第二书记，两年后升任铁道兵党委第一书记；1982年，在中共十二大上，当选中共中央顾问委员会委员；1983年6月出任第六届全国政协副主席。此外，他还是第一、二、三届国防委员会委员，全国政协第二、三届常务委员。
吕正操退休后一直担任着中国网球协会主席的职务。在东北军时，他跟随在张学良身边，也学会了打网球，并一直坚持打到了90岁。1990年，国际网球联合会授予吕正操“最高荣誉奖章”。1938年初，清华大学理学院院长叶企孙最杰出的学生熊大缜留德前毅然投笔从戎，到冀中抗日根据地利用专业知识为部队制造烈性炸药、地雷、雷管、无线电等军需品，为创建抗日根据地做出了重要贡献，但一年后被打成“国民党特务”而被处决。 吕正操自身难保无力相救，但在晚年四处呼吁，终于使得熊大缜冤案半个世纪后得以平反。
2009年10月13日，吕正操在北京病逝，享嵩壽105岁。告别式于10月20日在八宝山革命公墓举行。中共时任及卸任党和国家领导人胡锦涛、江泽民等，悉数前往送别；张学良的侄女张闾蘅亦前往送别。

## 与张学良之间友誼
曾多年担任张学良秘书、副官的吕正操和张学良有特殊的感情。首先，两人都毕业于东北陆军讲武堂，是校友；而吕正操读书时，张学良继承其父，兼任了讲武堂的校长，两人又是师生关系；再加上原本的上下级关系。这些都使得周恩来和邓颖超一直关注着吕正操，并指定他做中共和张学良的联络人。1983年3月，在邓颖超当选全国政协主席时，吕正操就被安排出任副主席。
自西安事变后，吕正操和张学良失去了联系。直到1980年代，海峡两岸关系缓和后，两人才建立了书信往来。吕正操曾多次试图邀请张学良回大陆，特别是回东北看看，但终未成行。1991年，吕正操获准赴美国探亲；受邓颖超指派，5月，吕正操赴美。两人在相隔半个多世纪后，终在异国相聚。